# Мората, Олимпия Фульвия
Олимпия Фульвия Мората (итал. Olimpia Fulvia Morata, 1526 — 26 октября 1555) — итальянская учёная. Она родилась в Ферраре в семье Фульвио Пеллегрино Морато и некоей Лукреции (возможно, Гоци).
Её отец, бывший наставником молодых принцев из герцогского дома Эсте, был в близких отношениях с самыми учеными людьми Италии, благодаря чему его дочь с самого раннего возраста впитывала научные знания. В 12 лет Олимпия уже свободно говорила по-гречески и по-латыни.
Примерно в это же время её призвали во дворец в качестве компаньонки и наставницы младшей, но не менее одаренной Анны д’Эсте, дочери Рене, герцогини Феррарской. Многие люди, имевшие литературную славу или склонные к идеям протестантизма, такие как Жан Кальвин, Виттория Колонна и Клеман Маро, посещали двор герцогини. В подростковом возрасте Олимпия уже читала лекции о творчестве Цицерона и Кальвина.
В 1546 году она покинула двор, чтобы заботиться о своём больном отце, а после его смерти занялась воспитанием своих братьев и сестёр. Отец Олимпии умер обращённым в протестантизм, и Олимпия приняла учение Лютера и Кальвина. Когда она вернулась ко двору, брак Анны д’Эсте с Франсуа де Гизом, оставил Олимпию в одиночестве. Она проводила время за изучением философии и переписывалась с Гаспаро Сарди, который посвятил ей свою «De Triplici Philosophia».
Примерно в конце 1550 года она вышла замуж за молодого студента, обучавшегося медицине и философии, Андреаса Грундлера из Швайнфурта (Бавария). В 1554 году она отправилась вместе с мужем на его родину, где тот был назначен врачом в гарнизон испанских войск. В 1553 году маркграф Альбрехт Бранденбургский во время одного из своих грабительских походов захватил Швайнфурт и был в свою очередь осаждён протестантами. В конце концов Альбрехт Бранденбургский был вынужден покинуть Швайнфурт, а Олимпия с мужем спаслись бегством. В результате этих перипетий многие её сочинения были утеряны.
В итоге им удалось добраться до Гейдельберга в 1554 году, где благодаря покровительству семьи Эрбахов Грундлер получил место лектора по медицине.
В 1558 году, после её смерти, в Базеле был издан большой сборник ряда её греческих писем и латинских диалогов, которые она доверила своему другу и писателю Челио Секондо Курионе.